# Zen (banda)
Os Zen são uma banda de rock alternativo de Portugal, formado na década de 1990 no Porto.
Actualmente são compostos por Miguel Barros (baixo), André Hollanda (bateria e voz), Rui Silva - Gon (voz) e Marco Nunes (guitarra).

## História
Os Zen surgiram no Porto em 1996, resultando da junção de Rui Silva e Miguel Barros, dos extintos No Creative Solution, André Hollanda e Jorge Coelho, ex-guitarrista dos Cosmic City Blues.
Em 1998 editam "The Privilege of Making the Wrong Choice", gravado em Vigo e masterizado em Nova Iorque.
Em 1999 fazem um concerto no Hard Club, Porto, que acabou por ser editado em CD em 2000.
Nesta altura Jorge Coelho que tinha sido a causa de alguma instabilidade sai da banda sendo substituído por Jorge Loura.
Rui Silva abandona o projecto em outubro de 2002 e é substituído por João Fino.
Em 2004 editam finalmente o seu segundo álbum "Rules, Jewels, Fools".
Em 2011 os rumores que assolavam as mentes mais inconformadas confirmam-se e os Zen surgem novamente, formação original, excepção feita a Jorge Coelho, no seu lugar Marco Nunes.
O seu regresso dá-se a 4 de Junho de 2011 no novo Hard Club na cidade do Porto e a 9 de setembro no Cine-Teatro de Corroios.
Os leitores da Blitz elegeram a canção U.N.L.O. como uma das seis favoritas da década de 90

## Discografia
- ZEN EP[8]   (1997)
- The Privilege Of Making The Wrong Choice   (1998)
- Hard Club, 7 De Dezembro De 1999   (2000) (Live)
- Rules, Jewels, Fools   (2004)

## Participações
- Colectânea "Tejo Beat", com o tema "Air" [9][10]
- Colectânea "Cais do Rock", com o tema "Here" [10]
- Colectânea "Cais do Rock III", com o tema "Redog (ao vivo)"[10]

## Ligações Externas
- Biografia de Zen em Cotonete
- Zen em Blitz.pt